# Bélier français
 (février 2009).
Si vous disposez d'ouvrages ou d'articles de référence ou si vous connaissez des sites web de qualité traitant du thème abordé ici, merci de compléter l'article en donnant les références utiles à sa vérifiabilité et en les liant à la section « Notes et références ».
Le bélier français est une race de lapin domestique qui a été développée pour la première fois en France au XIXe siècle. Il a les oreilles tombantes comme tous les lapins béliers. Cette race est sans doute issue de la reproduction sélective entre les races bélier anglais et des grandes races comme le géant des Flandres. Le bélier français diffère du bélier anglais par une stature plus lourde et des oreilles plus courtes. 

## Histoire
Le bélier français a été élevé en France autour de 1850 et sélectionné au milieu des années 1800 pour donner un lapin à viande.
L'origine reste encore assez ambiguë aujourd’hui. On pense qu'il a été produit par croisement de deux races existantes, le bélier anglais et le géant des Flandres ou bien de grands lapins régionaux français comme le bélier normand.
Le bélier français a ensuite gagné en popularité dans les pays voisins comme la Belgique, l'Allemagne et les Pays-Bas. En 1933, on dit que dix béliers français sont exportés des Pays-Bas au Royaume-Uni, bien que ce ne soit pas avant les années 1960 que le bélier français soit devenu une race populaire de grand lapin au Royaume-Uni. Les béliers français ont été importés aux États-Unis en 1970-1971.

## Apparence physique

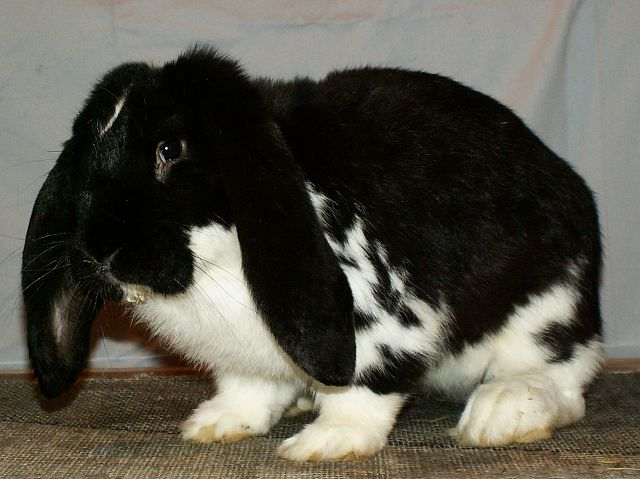
Bélier français tacheté blanc et noir.

Le bélier français est un très grand lapin, pesant plus de 4,5 kg. Il a petit corps trapu et une tête large. La tête a des oreilles tombantes de 42 cm de long environ et un aspect presque cubique. Les pattes antérieures sont courtes et parallèles au corps. Le bélier français existe en deux variétés de couleur : uni et tacheté. Au sein de ces catégories se trouvent un certain nombre de lapins de couleurs différentes comme agouti, noir, chinchilla...[réf. souhaitée]
Le standard français exige les caractéristiques suivantes :
- un corps ramassé et massif, particulièrement large et profond ;
- absence de cou ;
- tête très forte, front large, chanfrein franchement busqué ;
- couronne nettement ressortie et traversant bien le dessus de la tête en largeur.

## Élevage et alimentation
Les soins et besoins alimentaires sont les mêmes que pour tous les lapins domestiques.
L'âge idéal de la femelle bélier français pour commencer l'élevage est entre 9 mois et un an, en raison de la fusion de la ceinture pelvienne qui entrave sa capacité à donner naissance naturellement si elle n'a pas eu de petits assez tôt. Il est recommandé de ne plus avoir de portées après l'âge de trois ans. Le bélier français peut produire de grandes portées, en général entre 5 et 12 petits, après une période de gestation de 28 à 32 jours, 31 jours en moyenne.[réf. souhaitée]
Les béliers français ont une moyenne de durée de vie de dix ans ou plus.

## Comportement

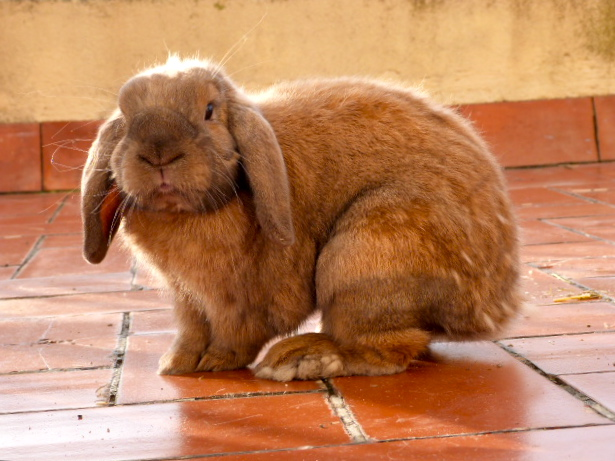
Bélier français.

En raison de leur taille relativement plus importante comparée à d'autres races de lapins, les béliers français ont besoin d'un grand clapier afin de se déplacer librement. Ils sont connus pour avoir un tempérament calme et détendu et ils peuvent tolérer la présence d'autres espèces. Toutefois, ils ne sont pas recommandés aux petits enfants, en raison d'un risque de blessures, ni aux personnes qui ont un espace limité mais peuvent vivre dans la maison comme animaux de compagnie. C'est un animal aux mœurs sociales qui préfère être logé avec un compagnon, de préférence un autre lapin.

## Habitat
Le bélier français est capable de vivre à l'extérieur comme à l'intérieur. Il peut vivre dans un clapier à condition d'être à l'abri de la pluie, de la neige ou de la chaleur. À l'intérieur, un clapier ou une cage peuvent être utilisés. Il est préférable d'avoir deux lapins car un seul lapin qui ne fait pas régulièrement de l'exercice et manque de compagnie peut devenir asocial ou dépressif.[réf. souhaitée]